# Transoceánica

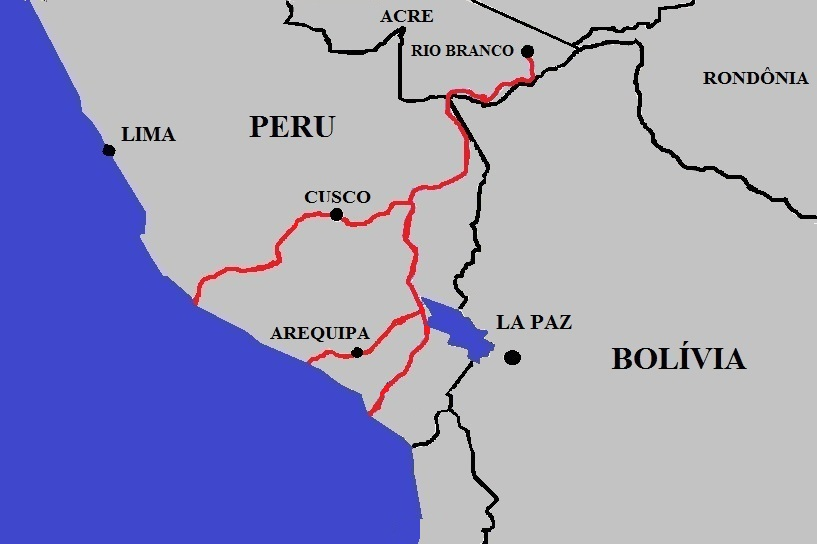
Transoceánica

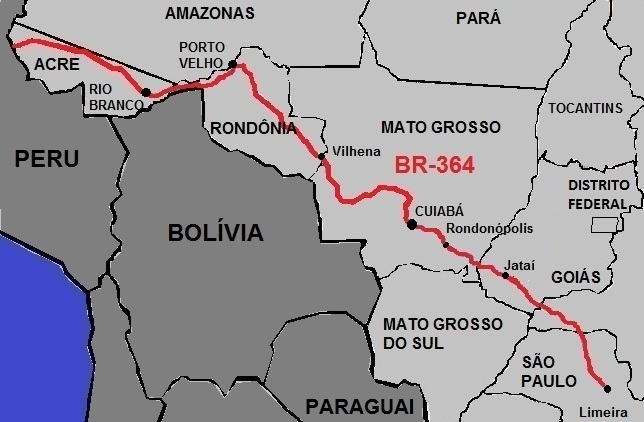
Transoceánica (Brasilianische Bundesstraße BR-364)

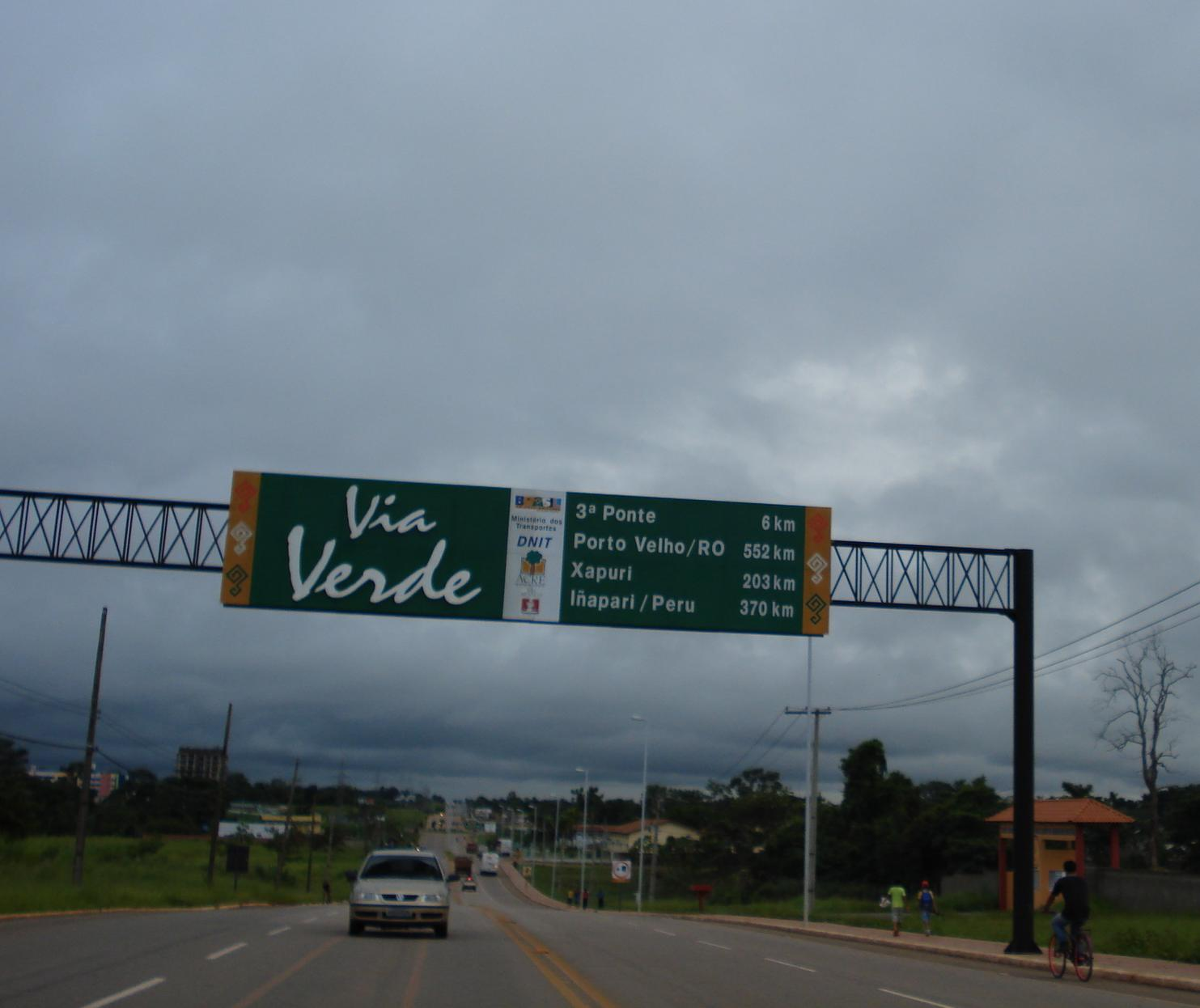
Transoceánica, in der Nähe von Rio Branco

Transoceánica (oder Carretera Transoceánica; deutsch „Ozeane (Atlantik und Pazifik) verbindend“) ist der inoffizielle Name mehrerer bisher in Planung befindlicher Projekte des Straßen- oder Eisenbahnbaus in Südamerika. Die vor der Projektplanung bereits seit 1961 vorhandene BR-364 wurde als Teil in das Projekt der Transoceánica einbezogen.

## Allgemeines
Die Inka besaßen mit dem Peabiru-Weg eine Straßenverbindung zwischen Cananeira und Cusco (Peru; spanisch carretara interoceánica prehispánica).
Nach 1989 untersuchten peruanische Machbarkeitsstudien fünf Projekte, die jedoch aus Kostengründen nicht weiter verfolgt wurden. Das Gesetz 24985 aus 1989 stufte das Projekt als „von nationaler Bedeutung“ ein, im Dezember 2005 wiederholte das Gesetz 28670 die internationale Bedeutung.

## Planungen
Eine Straße soll unter dem Projektnamen „Initiativa para la Integración de la Infraestructura Regional en America del Sur“ (IIRSA) die Staaten Peru, Brasilien und Bolivien verbinden.

## Realisierung
In Brasilien führt die BR-364 von Limeira nach Mâncio Lima an die Grenze zu Peru. Von dort aus setzt sie sich in Peru bis zum Pazifik zu den Hafenstädten San Juan de Marcona, Arequipa bzw. Ilo fort. Die unmittelbare Anbindung in Brasilien von Limeira zum Atlantik bei Guarujá ist nicht Teil der BR-364 und beträgt 238 km. Diese internationale Verbindung nationaler Straßen in Brasilien und Peru wurde im Dezember 2010 abgeschlossen und wird inoffiziell als „Transoceánica“ bezeichnet.

## Zweck
Hauptsächlich wurde die BR-364 aus wirtschaftlichen Gründen gebaut. Sie soll den Handel zwischen Peru und Brasilien ermöglichen und den Export von Rohstoffen aus dem Amazonasgebiet, insbesondere von Soja, in die asiatischen Märkte über die lateinamerikanischen Pazifikhäfen erleichtern. Deshalb erhielt die BR-364 den Beinamen „Soja-Route“ (portugiesisch rota da soja). Andererseits heißt es, dass die Transoceánica ein wichtiger Schritt für die Staatengemeinschaft UNASUR ist. Demnach soll die Integration von Peru und Brasilien vorangetrieben werden.
Kritiker sehen durch die Straße im Grenzgebiet zu Peru, vor allem auf peruanischer Seite, mehrere der artenreichsten Waldgebiete der Erde und die dort isoliert lebenden indigenen Völker gefährdet.
Seit Januar 2016 verkehrt auf der BR-364 zwischen São Paulo bzw. Rio de Janeiro und Lima die mit 6200 Kilometern längste Buslinie der Welt; eine Fahrt zwischen den beiden Städten dauert 102 Stunden. Sie wird vom peruanischen Busunternehmen Ormeño durchgeführt.